# Patrick Moore
Patrick Alfred Caldwell-Moore, més conegut com a Patrick Moore (Pinner, Middlesex, Regne Unit, 4 de març de 1923 - Selsey, West Sussex, Regne Unit, 9 de desembre de 2012) va ser un astrònom aficionat anglès que va aconseguir una alta posició en l'astronomia com a escriptor, investigador, i presentador de televisió de la matèria.
Va ser autor d'uns setanta llibres sobre astronomia, així com a presentador de la popular sèrie de la BBC The Sky at Night, i una figura coneguda de la televisió britànica, presentant, per exemple el show televisiu GamesMaster. Tenia la reputació de ser excèntric, a causa de la seva peculiar forma de parlar, el seu monocle de marca registrada i la seva passió pel xilòfon.

## Biografia
Patrick Moore va néixer a Pinner, Middlesex, Anglaterra, i encara molt jove es va traslladar a Sussex, on va créixer. La seva joventut va estar marcada per la seva fràgil salut, i va ser educat a casa. Influenciat per la seva mare, va demostrar un desmesurat interès per l'astronomia que va continuar durant els anys posteriors i el va ajudar a convertir-se en una personalitat famosa i cèlebre.
Durant la Segona Guerra Mundial, Patrick va exercir de navegant entre 1940 i 1945 a la Royal Air Force Bomber Command, aconseguint el rang de Tinent de Vol. La guerra va tenir una influència significativa en la seva vida: el seu únic romanç conegut va acabar quan la seva promesa, que treballava com a infermera i va morir a causa d'una bomba que va caure sobre l'ambulància en la qual es trobava.
Després de la guerra, Sir Patrick va construir un telescopi reflector casolà en el seu jardí i va començar a observar la Lluna. Aquest fet el va fascinar i en l'actualitat era reconegut com a especialista en observació lunar, sent un dels seus principals temes l'estudi de la cara oculta de la Lluna, encara que aquesta cara és visible en certes ocasions a causa d'un procés conegut com a "libració" lunar. També va ser un dels primers observadors dels fenòmens lunars transitoris, brillantors curtes en petites àrees de la superfície lunar.
Durant el programa Apol·lo, va ser un dels presentadors principals de la BBC sobre els viatges lunars, les gravacions dels quals va esborrar la BBC durant la dècada de 1970, quan es creia que materials tan vells amb prou feines posseïen cap valor i que s'estalviarien la despesa en emmagatzematge.
El 1965, Patrick va ser nomenat director del recentment construït Armagh Planetarium, càrrec que va mantenir fins a 1968.

## Royal Astronomical Society
En 1945 va ser membre de la Royal Astronomical Society, a més va ser l'expresident de la British Astronomical Association i cofundador i expresident de la Society for Popular Astronomy.

## Política
Durant gran part dels anys 70, va ser el president del partit minoritari United Country Party. Va sostenir la seva posició fins que el partit va ser absorbit pel New Britain Party a 1980. Darrerament era un membre prominent de l'United Kingdom Independence Party. També s'oposa fermament a la caça de guineus i a tots els esports sagnants. De fet, P. Moore va ser un amant dels animals, sent un activista de la protecció dels animals.

## Catàleg Caldwell
Va recopilar a més el catàleg Caldwell d'objectes astronòmics, un catàleg astronòmic de 109 dels més brillants cúmuls estel·lars, nebuloses i galàxies per ser observats per astrònoms aficionats, en aquest catàleg destaquen els cúmuls i Plèiades del sud per ser els més brillants i visibles sense necessitat de telescopi.

## The Sky at Night
A les 22.30 del 26 d'abril de 1957, en un fet que va ser el punt de referència de la seva carrera, Moore va presentar el seu primer episodi de The Sky at Night, un programa de televisió mensual de la BBC per aficionats a l'astronomia.
Des de llavors ha aparegut en aquest programa cada mes, convertint-se en el presentador de televisió que més ha durat, com a persona reconeguda de la televisió britànica.
Des de 2004 el programa es presentava més sovint des de la seva casa particular que des dels estudis de la BBC a causa dels problemes de mobilitat derivats de la seva artritis.
El 2007 es ve emetre a la BBC One un programa especial per celebrar el 50è aniversari, amb Moore com a Senyor del Temps i amb els convidats especials i astrònoms amateurs Jon Culshaw (impersonant Moore presentant el primer The Sky at Night) i Brian May.
Moore va celebrar l'episodi 700 de The Sky at Night des de casa seva a Sussex el 6 de març del 2011, amb l'ajut dels convidats especials Professor Brian Cox, Jon Culshaw i Lord Rees, astrònom reial.

## Altres interessos i cultura popular
A part de The Sky at Night, molts altres programes d'altres cadenes de televisió i de ràdio han comptat amb la presència de P. Moore, incloent-hi sis anys (de 1992 a 1998) amb el paper de GamesMaster al programa homònim; un personatge que afirmava saber-ho tot.
També ha aparegut en diverses paròdies i en diversos episodis de The Goodies. Se li va poder escoltar en un paper de menor importància durant el quart cicle de la Guia de l'autoestopista galàctic.
En un episodi de Doctor Who s'esmenta a Patrick Moore, en una conversa entre el Doctor i Rose, i en el primer episodi de la cinquena temporada fa un cameo com ell mateix entre els «nois grans» de la tecnologia espacial.

## Literatura
Ha escrit més de 70 llibres, la major part són de realitat tractada amb temes astronòmics, i diverses novel·les de ciència-ficció. També ha escrit dues operetes, una d'elles titulada Galileu: The True Story.
Les seves primeres novel·les van tractar sobre els primers viatges al planeta Mart, seguits en 1977 pel començament de la sèrie Scott Saunders Space Adventure, dirigida principalment a un públic menor, la qual va arribar a sis novel·les finalment.

## Reconeixements
Dins de l'Orde de l'Imperi Britànic, en 1968 va rebre el reconeixement d'"Oficial" i el 1988 el de "Comandant".
El 2001 es va convertir en membre Honorary Fellow of the Royal Society. Així mateix, va guanyar el Premi BAFTA pels seus serveis a la televisió britànica.
El 1982, l'asteroide 2602 Moore va ser nomenat en el seu honor.